# Abraham Adler (Volkswirt)

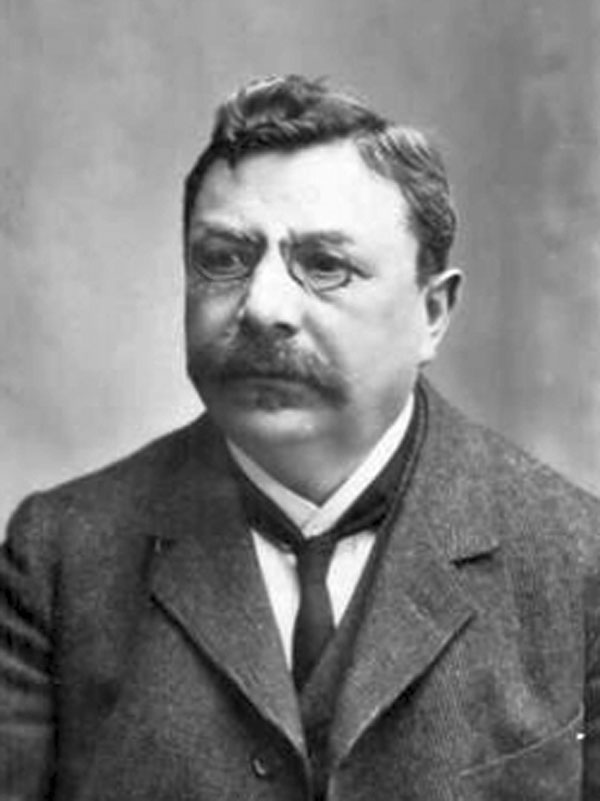
Abraham Adler

Abraham Adler (* 11. Juni 1850 in Schwebheim bei Schweinfurt; † 23. April 1922 in Leipzig) war ein deutscher Volkswirt, der als Pionier der Handelswissenschaften, der wissenschaftlichen Betriebswirtschaftslehre und der Wirtschaftspädagogik gilt.

## Leben und Wirken
Nach dem Besuch der Dorfschule seines Heimatortes besuchte der Sohn eines jüdischen Kaufmanns das Lehrerseminar in Würzburg, ehe er zur Königlich-Polytechnischen Schule nach München (heute TU München) wechselte. Dort erwarb er neben seinen Studien praktische kaufmännische Erfahrung in Kontoren. Er bestand 1870 die Staatsprüfung als Handelslehrer für technische Unterrichtsanstalten und begann danach als Lehrer an der Gewerbeschule in Aschaffenburg zu arbeiten.
Der bekannte Handelswissenschaftler, Handelslehrer und Direktor der Öffentlichen Handelslehranstalt zu Leipzig (ÖHLA) Carl Gustav Odermann berief im April 1873 Abraham Adler als Lehrer für Volkswirtschaft, Handelslehre und kaufmännisches Rechnen nach Leipzig. Adler nahm das Angebot an und blieb bis zu seinem Tod seiner neuen Heimat verbunden. Bereits im Oktober 1873 promovierte er dort mit der Dissertation zum Thema Ricardo und Carey in ihren Ansichten zur Grundrente.
Ende 1874 oder Anfang 1875 erlangte Abraham Adler das Amt des Vizedirektors der ÖHLA, das er bis 1907 wahrnahm, den Zeitpunkt seines Ausscheidens aus der ÖHLA. Er wirkte unter den Direktoren Carl Gustav Odermann, Carl Wolfrum und Hermann Raydt, die ihm Lehrgeschick und wissenschaftliche Tüchtigkeit bescheinigten. Der bescheidene und beliebte Lehrer galt im deutschen Bildungswesen als Autorität, dessen Rat oft gefragt war und dessen Lehrbücher zur Buchhaltung und zum kaufmännischen Rechnen hohe Wertschätzung erlangten. Ebenso war es auch Adlers Verdienst, dass sich die Anzahl der Schüler der Lehranstalt von 321 im Jahr 1873 auf 921 im Jahr 1907 erhöhte.
1899 bekam Abraham Adler den Professorentitel verliehen. Der vom Nationalökonomen Wilhelm Roscher beeinflusste Wirtschaftslehrer zählte zu den Initiatoren der 1898 in Leipzig gegründeten Handelshochschule, in der er seit 1900 im Nebenamt als stellvertretender Studiendirektor wirkte und sowohl das Handelslehrerseminar als auch – gemeinsam mit Robert Stern – den Bücherrevisorenkurs gründete, aus dem das Seminar für Revisions- und Treuhandwesen hervorging. Schließlich berief der sächsische Kultusminister 1910 Abraham Adler zum Berater aller höheren Handelsschulen in Sachsen.
1912 begann seine zehn Jahre währende Amtszeit als Studiendirektor der Handelshochschule. Abraham Adler initiierte 1916 die Errichtung des ersten handelswissenschaftlichen Lehrstuhls, den sein ehemaliger Schüler Hermann Großmann besetzte, und gründete das Institut für Steuerkunde, das für die Ausbildung von Steuerfachleuten bedeutend wurde.
Ebenso wirkte er von 1915 bis 1922 als ehrenamtlicher Vorsteher der Israelitischen Religionsgemeinde in Leipzig. 1916 wurde der verdienstvolle Mann zum Geheimen Hofrat ernannt und 1920 – anlässlich seines 70. Geburtstages – von verschiedenen Institutionen und Persönlichkeiten offiziell für sein Lebenswerk geehrt. So zeichnete ihn die Académie Française mit der „Palme“ aus, die Universität in Frankfurt/Main verlieh ihm die Würde eines Ehrendoktors der Staatswissenschaften.
Trotzdem mussten sich seit 1906 Abraham Adler und sein ebenfalls jüdischer Kollege Robert Stern antisemitischer Anfeindungen erwehren. So mobilisierte 1913 der Leipziger Stadtverordnete Bennewitz die Studentenschaft der Handelshochschule gegen ihre jüdischen Lehrer. Allerdings zeigte der Großteil der Studenten vor und während des Ersten Weltkrieges Solidarität und stellte sich hinter ihre jüdischen Professoren.
Dies änderte sich jedoch nach dem Krieg. 1919 wurde ein Lehrstuhl der Privatrechtslehre an der Universität Leipzig geschaffen. Die Studenten der Handelshochschule befürchteten eine Abqualifizierung ihrer Ausbildung und forderten den Anschluss ihres Instituts an die Universität. Diese Auseinandersetzung wurde erbittert geführt und gipfelte schließlich in antisemitische Verleumdungen gegen Adler und dessen Lebenswerk. Von diesen Anfeindungen gesundheitlich ruiniert, verstarb Abraham Adler am 23. April 1922 in Leipzig. Die Trauerfeier für Adler missbrauchten völkisch orientierte Studenten zu einer antijüdischen Demonstration.

„Die Verbindungen an der Handelshochschule, die völkisch orientiert sind, verweigerten demonstrativ dem Entschlafenen die letzte studentische Ehrung […] Die jungen Herren haben es bei seinen Lebenszeiten keineswegs unter ihrer Würde gehalten, sich von ihrem jüdischen Professor, der eine anerkannte Autorität war, unterrichten und prüfen lassen […], seinen Tod aber zu einer antisemitischen Demonstration auszubeuten, haben sie den Mut und den Takt.“

Familie
Abraham Adler heiratete 1883 die drei Jahre jüngere Henriette Adler aus Aschaffenburg († 1901); das Ehepaar hatte zwei Töchter (Johanna, * 1884; Emilie, * 1887). Abraham Adlers älteste Tochter Johanna, verehelichte Neumann, arbeitete ebenfalls an der Handelshochschule in Leipzig. Sie wurde 1938 auf Betreiben nationalsozialistischer Kollegen entlassen, später nach Auschwitz deportiert und dort ermordet. Adlers jüngere Tochter Emilie Lipski verw. Deuel emigrierte 1933 in die Schweiz, sie schrieb nach dem Zweiten Weltkrieg eine unveröffentlichte Biografie ihres Vaters.